# 神谷次郎
神谷 次郎（かみや じろう、1926年 - ）は、日本の歴史物文筆家。

## 人物・来歴
東京深川生まれ。日本大学旧工学部卒。小西四郎に師事し、歴史物語などを執筆する。

## 著書
- 『謎の埋蔵金列島』スポーツニッポン新聞社出版局, 1976
- 『勝海舟』子どもの伝記全集 ポプラ社, 1978.12
- 『武者と影の人間経営術』労働基準調査会, 1982.10
- 『悪のお家騒動学 生き残る男たちの人間ドラマ 書かれざる日本史』(リュウブックス) 経済界, 1983.12
- 『人物日本の歴史 13 伊藤博文と明治政府』（カラー版学習よみもの） 学習研究社, 1984.11
- 『人物世界の歴史 5 ガリレイと新時代への挑戦』共著（カラー版学習よみもの） 学習研究社, 1985.4
- 『山岡鉄舟 幕末の花道』読売新聞社, 1986.6
- 『「決して負けない」生きかた 歴史的名勝負に学ぶ』（知的生きかた文庫）三笠書房, 1988.7

### 共著
- 『幕末維新三百藩総覧』祖田浩一共著、新人物往来社, 1977.7
- 『幕末のあらし 西郷隆盛と西南戦争 物語日本史 10』戸川幸夫共著、学研、1982.5
- 『幕末維新史事典』安岡昭男共編、新人物往来社, 1983.9